# テイルズ・フロム・ザ・トワイライト・ワールド
『テイルズ・フロム・ザ・トワイライト・ワールド』（原題：Tales from the Twilight World）は、はドイツのヘヴィメタルバンド、ブラインド・ガーディアンが1990年に発表したサード・アルバム。

## 解説
前作『フォロー・ザ・ブラインド』（1989年）に引き続き、ハロウィンのカイ・ハンセンがゲスト参加している。また、後にアイアン・セイヴィアーを結成するピート・シールクが、本作よりブラインド・ガーディアンの作品のレコーディング・エンジニアを務めるようになった。
本作前に日本のビクター音楽産業株式会社（現：JVCケンウッド・ビクターエンタテインメント）と契約し、ブラインド・ガーディアンの日本デビュー作にあたり、オリコンでトップ40入りを果たした。
またアルバムジャケットデザインは、本作からアンドレアス・マーシャル（Andreas Marshall）が手掛けている。
本作のレコーディング終了直後に予定されていたヨーロッパ・ツアーは、トーマス ・"トーメン"・ スタッシュが肺の手術で入院したため延期。。

## リマスター
2007年にリミックス・リマスターされ、ボーナストラックが追加されたバージョンが発売。

また、2013年に発売された「ア・トラヴェラーズ・ガイド・トゥ・スペース・アンド・タイム（A Traveler's Guide to Space and Time）」という限定ボックスセットには、ミキシングを若干の調整を加えた新たなリマスター盤が収録。

## 収録曲
|                                    | タイトル                                                                                | 作詞               | 作曲                                                                     | 演奏時間 | 解説 |
| ---------------------------------- | --------------------------------------------------------------------------------------- | ------------------ | ------------------------------------------------------------------------ | -------- | --- |
| 1                                  | トラヴェラー・イン・タイム Traveler in Time                                             | ハンズィ・キアシュ | キアシュ、アンドレ・オルブリッチ                                         | 5:59     | フランク・ハーバートの『デューン』シリーズが題材                                                                                            |
| 2                                  | ウェルカム・トゥ・ダイング Welcome to Dying                                             | キアシュ           | キアシュ、オルブリッチ                                                   | 4:47     | ピーター・ストラウブの『Floating Dragon』が題材                                                                                             |
| 3                                  | ウィアード・ドリームズ Weird Dreams                                                     | -                  | オルブリッチ                                                             | 1:19     | インストゥルメンタル |
| 4                                  | ロード・オブ・ザ・リングズ Lord of the Ring                                             | キアシュ           | キアシュ、マーカス・ズィーペン                                           | 3:14     | J・R・R・トールキンの『指輪物語』が題材 |
| 5                                  | グッバイ・マイ・フレンド Goodbye My Friend                                              | キアシュ           | キアシュ、オルブリッチ、ズィーペン、トーメン・"ジ・オーメン"・スタッシュ | 4:16     | 映画の『E.T.』が題材 |
| 6                                  | ロスト・イン・ザ・トワイライト・ホール Lost in the Twilight Hall                        | キアシュ           | キアシュ、オルブリッチ、ズィーペン、スタッシュ                           | 5:58     | J・R・R・トールキンの『指輪物語』の中で灰色のガンダルフがモリアのバルログを倒した後、白のガンダルフに転生するまでの「世界の間」の時間が題材 |
| 7                                  | トミーノッカーズ Tommyknockers                                                          | キアシュ           | キアシュ、オルブリッチ                                                   | 5:09     | スティーヴン・キングの『トミーノッカーズ』が題材                                                                                            |
| 8                                  | アルタイル 4 Altair 4                                                                   | キアシュ           | キアシュ、オルブリッチ                                                   | 2:26     | スティーヴン・キングの『トミーノッカーズ』が題材                                                                                            |
| 9                                  | ザ・ラスト・キャンドル The Last Candle                                                  | キアシュ           | キアシュ、オルブリッチ                                                   | 5:59     | マーガレット・ワイスとトレイシー・ヒックマンの『ドラゴンランス』シリーズの中でも特に『ドラゴンランス(戦記)』と『ドラゴンランス伝説』が題材  |
| CDボーナス・トラック               |                                                                                         |                    |                                                                          |          | |
| 10                                 | ラン・フォー・ザ・ナイト（ライヴ） Run for the Night (Live)                             | キアシュ           | キアシュ、オルブリッチ                                                   | 3:44     | オリジナルは1作目に収録のライブヴァージョン。『ホビットの冒険』が題材                                                                       |
| 2007年リマスター盤ボーナストラック |                                                                                         |                    |                                                                          |          | |
| 11                                 | ロスト・イン・ザ・トワイライト・ホール（デモ） Lost in the Twilight Hall (Demo Version) | キアシュ           | キアシュ、オルブリッチ、ズィーペン、スタッシュ                           | 5:58     | デモヴァージョン。歌詞が若干異なる |
| 12                                 | トミーノッカーズ（デモ） Tommyknockers (Demo Version)                                   | キアシュ           | キアシュ、オルブリッチ                                                   | 5:13     | デモヴァージョン。歌詞が若干異なる |

## 参加ミュージシャン
- ハンズィ・キアシュ - ボーカル、ベース
- アンドレ・オルブリッチ - リードギター、バッキング・ボーカル
- マーカス・ズィーペン - リズムギター、バッキング・ボーカル
- トーマス ・"トーメン"・ スタッシュ - ドラムス

ゲスト・ミュージシャン
- カイ・ハンセン（Kai Hansen） - ギター・ソロ（9曲目）とバッキング・ボーカル（6曲目)
※ハロウィン、ガンマ・レイ
- ピート・シールク（Piet Piet Sielck） - エフェクト、バッキング・ボーカル
※アイアン・セイヴィアー、元サヴェージ・サーカス
- マティアス・ヴィーズナー（Mathias Wiesner） - エフェクト、キーボード
- カレ・トラップ（Kalle Trapp） - バッキング・ボーカル
- ロルフィ・ケーラー（Rolfi Köhler） - バッキング・ボーカル
- "ハッキー"・ハックマン（"Hacky" Hackmann） - バッキング・ボーカル

プロダクション
- プロデューサー、ミキシング、レコーディング - カレ・トラップ（Kalle Trapp）
- セカンド・エンジニア - ピート・シールク（Piet Piet Sielck）
- エグゼクティブ・プロデューサー - チャーリー・リン（Charly Rinne）
- レコーディングスタジオ - カロ・スタジオ（Karo Studio） / ミュンスター
- アルバムジャケットデザインとそのアイディア - アンドレアス・マーシャル（Andreas Marshall）
- 写真 - ブッフォ（Buffo）、チャーリー・リン（Charly Rinne）